# 袁繼梓
袁继梓（1620年—1671年），字勝之，江西袁州府宜春縣人，清朝政治人物。

## 生平
順治十四年（1657年）丁酉科江西鄉試舉人。康熙三年（1664年）甲辰科進士。家食六七年，遂以謁選赴部，康熙十年客死京邸，年五十二。

## 家族
曾祖袁良光，庠生。祖父袁輅。父袁業泗，明萬曆戊戌進士，官南京鸿胪寺卿。兄袁繼樟，貢士，早卒。